# You Only Live Once (canção de The Strokes)
"You Only Live Once" (em português: "Você vive somente uma vez") é a faixa de abertura e o terceiro single do álbum First Impressions of Earth da banda americana The Strokes. Foi lançada nas rádios em 2006 e conta com um estilo musical que até então não tinha sido vista no grupo.

## Versão Demo: "I'll Try Anything Once"
Uma versão demo da canção, intitulada "I'll Try Anything Once", foi incluída no lado B do single de "Heart in a Cage". Tem um arranjo simples, possui apenas Nick Valensi tocando teclado enquanto Julian Casablancas canta uma letra bem diferente da versão do álbum. A banda já apresentou essa canção em alguns shows e Julian também em sua turnê solo. A demo faz parte da trilha do filme Somewhere.

## Videoclipe
O videoclipe foi dirigido por Samuel Bayer que já havia dirigido o vídeo de "Heart in a Cage".
No vídeo a banda está em uma sala fechada que tem alguns buracos, desses buracos saem uma espécie de óleo que vai enchendo a sala até a banda desaparecer. A sala significa o pulmão e a espécie de óleo é tabaco misturado com alcatrão.
Julian Casablancas comentou sobre o vídeo, dizendo:
| “ | As pessoas nos dizem o tempo todo que nós vamos morrer se não pararmos de fumar, mas você vive somente uma vez. | ” |

O vídeo era pra estrear em 24 de Maio de 2006 no Reino Unido, mas foi adiado devido a edições de última hora, e só foi solto em 21 de junho. Nos EUA o vídeo estreou no dia 27 de junho, no Yahoo!.
Uma versão alternativa do vídeo, que foi dirigido por Warren Fu, caiu na internet em 29 de maio de 2007. O vídeo funciona como uma homenagem ao filme 2001 - Uma Odisseia no Espaço, e também é um protesto ao consumismo, guerra e a fome.

## Faixas
UK, EUA (Vinil)
1. "You Only Live Once"
2. "Mercy Mercy Me (The Ecology)"

## Posição nas paradas musicais
| Parada (2006)                                  | Melhor posição |
| ---------------------------------------------- | -------------- |
| Austrália (ARIA)                               | 52             |
| Comunidade dos Estados Independentes (Tophit)  | 200            |
| Estados Unidos (Billboard Alternative Airplay) | 35             |

## Certificações
| Região                | Certificação | Vendas   |
| --------------------- | ------------ | -------- |
| Austrália (ARIA)      | Ouro         | 35 000^  |
| Portugal (AFP)        | Ouro         | 10 000^  |
| Reino Unido (BPI)     | Prata        | 300,000^ |
| Estados Unidos (RIAA) | Ouro         | 500,000^ |
|                       |              |          |